# Мітельшпіль
Мітельшпіль — (від нім. Mittelspiel — букв. середина гри), наступна за дебютом стадія шахової партії, у якій зазвичай розгортаються її основні події. Зазвичай мітельшпіль починається після 12-15 перших ходів, коли суперники закінчують розвиток своїх фігур (мобілізацію сил) і готові розпочати активні дії. Розташування пішаків, розвиток фігур у дебюті зазвичай підпорядковують майбутньому плану гри у мітельпшілі.

## Фігурна атака
Негайна фігурна атака на короля суперника в мітельшпілі може стати успішною лише у виняткових випадках (наприклад коли в дебюті вдалось отримати істотну перевагу в розвитку, завдяки чому можна створити вирішальну перевагу в силах, або зруйновано пішакове прикриття короля суперника, що дозволяє фігурам, які атакують, проникнути до королівської «фортеці»). Фігурна атака може виявитися успішною й у тому випадку, якщо в дебюті вдається отримати велику перевагу в просторі, що дозволяє швидко перегрупувати сили на королівський фланг і створити там перевагу в силах.

## Пішаковий штурм
|   | a | b | c | d | e | f | g | h |   |
| 8 | a8 чорна тура · c8 чорна тура · g8 чорний король · a7 чорний пішак · b7 чорний пішак · d7 чорний слон · e7 чорний пішак · f7 чорний пішак · g7 чорний слон · h7 чорний пішак · d6 чорний пішак · f6 чорний кінь · g6 чорний пішак · a5 чорний ферзь · e5 чорний кінь · d4 білий кінь · e4 білий пішак · g4 білий пішак · h4 білий пішак · b3 білий слон · c3 білий кінь · e3 білий слон · f3 білий пішак · a2 білий пішак · b2 білий пішак · c2 білий пішак · d2 білий ферзь · c1 білий король · d1 біла тура · h1 біла тура | a8 чорна тура · c8 чорна тура · g8 чорний король · a7 чорний пішак · b7 чорний пішак · d7 чорний слон · e7 чорний пішак · f7 чорний пішак · g7 чорний слон · h7 чорний пішак · d6 чорний пішак · f6 чорний кінь · g6 чорний пішак · a5 чорний ферзь · e5 чорний кінь · d4 білий кінь · e4 білий пішак · g4 білий пішак · h4 білий пішак · b3 білий слон · c3 білий кінь · e3 білий слон · f3 білий пішак · a2 білий пішак · b2 білий пішак · c2 білий пішак · d2 білий ферзь · c1 білий король · d1 біла тура · h1 біла тура | a8 чорна тура · c8 чорна тура · g8 чорний король · a7 чорний пішак · b7 чорний пішак · d7 чорний слон · e7 чорний пішак · f7 чорний пішак · g7 чорний слон · h7 чорний пішак · d6 чорний пішак · f6 чорний кінь · g6 чорний пішак · a5 чорний ферзь · e5 чорний кінь · d4 білий кінь · e4 білий пішак · g4 білий пішак · h4 білий пішак · b3 білий слон · c3 білий кінь · e3 білий слон · f3 білий пішак · a2 білий пішак · b2 білий пішак · c2 білий пішак · d2 білий ферзь · c1 білий король · d1 біла тура · h1 біла тура | a8 чорна тура · c8 чорна тура · g8 чорний король · a7 чорний пішак · b7 чорний пішак · d7 чорний слон · e7 чорний пішак · f7 чорний пішак · g7 чорний слон · h7 чорний пішак · d6 чорний пішак · f6 чорний кінь · g6 чорний пішак · a5 чорний ферзь · e5 чорний кінь · d4 білий кінь · e4 білий пішак · g4 білий пішак · h4 білий пішак · b3 білий слон · c3 білий кінь · e3 білий слон · f3 білий пішак · a2 білий пішак · b2 білий пішак · c2 білий пішак · d2 білий ферзь · c1 білий король · d1 біла тура · h1 біла тура | a8 чорна тура · c8 чорна тура · g8 чорний король · a7 чорний пішак · b7 чорний пішак · d7 чорний слон · e7 чорний пішак · f7 чорний пішак · g7 чорний слон · h7 чорний пішак · d6 чорний пішак · f6 чорний кінь · g6 чорний пішак · a5 чорний ферзь · e5 чорний кінь · d4 білий кінь · e4 білий пішак · g4 білий пішак · h4 білий пішак · b3 білий слон · c3 білий кінь · e3 білий слон · f3 білий пішак · a2 білий пішак · b2 білий пішак · c2 білий пішак · d2 білий ферзь · c1 білий король · d1 біла тура · h1 біла тура | a8 чорна тура · c8 чорна тура · g8 чорний король · a7 чорний пішак · b7 чорний пішак · d7 чорний слон · e7 чорний пішак · f7 чорний пішак · g7 чорний слон · h7 чорний пішак · d6 чорний пішак · f6 чорний кінь · g6 чорний пішак · a5 чорний ферзь · e5 чорний кінь · d4 білий кінь · e4 білий пішак · g4 білий пішак · h4 білий пішак · b3 білий слон · c3 білий кінь · e3 білий слон · f3 білий пішак · a2 білий пішак · b2 білий пішак · c2 білий пішак · d2 білий ферзь · c1 білий король · d1 біла тура · h1 біла тура | a8 чорна тура · c8 чорна тура · g8 чорний король · a7 чорний пішак · b7 чорний пішак · d7 чорний слон · e7 чорний пішак · f7 чорний пішак · g7 чорний слон · h7 чорний пішак · d6 чорний пішак · f6 чорний кінь · g6 чорний пішак · a5 чорний ферзь · e5 чорний кінь · d4 білий кінь · e4 білий пішак · g4 білий пішак · h4 білий пішак · b3 білий слон · c3 білий кінь · e3 білий слон · f3 білий пішак · a2 білий пішак · b2 білий пішак · c2 білий пішак · d2 білий ферзь · c1 білий король · d1 біла тура · h1 біла тура | a8 чорна тура · c8 чорна тура · g8 чорний король · a7 чорний пішак · b7 чорний пішак · d7 чорний слон · e7 чорний пішак · f7 чорний пішак · g7 чорний слон · h7 чорний пішак · d6 чорний пішак · f6 чорний кінь · g6 чорний пішак · a5 чорний ферзь · e5 чорний кінь · d4 білий кінь · e4 білий пішак · g4 білий пішак · h4 білий пішак · b3 білий слон · c3 білий кінь · e3 білий слон · f3 білий пішак · a2 білий пішак · b2 білий пішак · c2 білий пішак · d2 білий ферзь · c1 білий король · d1 біла тура · h1 біла тура | 8 |
| 7 | a8 чорна тура · c8 чорна тура · g8 чорний король · a7 чорний пішак · b7 чорний пішак · d7 чорний слон · e7 чорний пішак · f7 чорний пішак · g7 чорний слон · h7 чорний пішак · d6 чорний пішак · f6 чорний кінь · g6 чорний пішак · a5 чорний ферзь · e5 чорний кінь · d4 білий кінь · e4 білий пішак · g4 білий пішак · h4 білий пішак · b3 білий слон · c3 білий кінь · e3 білий слон · f3 білий пішак · a2 білий пішак · b2 білий пішак · c2 білий пішак · d2 білий ферзь · c1 білий король · d1 біла тура · h1 біла тура | a8 чорна тура · c8 чорна тура · g8 чорний король · a7 чорний пішак · b7 чорний пішак · d7 чорний слон · e7 чорний пішак · f7 чорний пішак · g7 чорний слон · h7 чорний пішак · d6 чорний пішак · f6 чорний кінь · g6 чорний пішак · a5 чорний ферзь · e5 чорний кінь · d4 білий кінь · e4 білий пішак · g4 білий пішак · h4 білий пішак · b3 білий слон · c3 білий кінь · e3 білий слон · f3 білий пішак · a2 білий пішак · b2 білий пішак · c2 білий пішак · d2 білий ферзь · c1 білий король · d1 біла тура · h1 біла тура | a8 чорна тура · c8 чорна тура · g8 чорний король · a7 чорний пішак · b7 чорний пішак · d7 чорний слон · e7 чорний пішак · f7 чорний пішак · g7 чорний слон · h7 чорний пішак · d6 чорний пішак · f6 чорний кінь · g6 чорний пішак · a5 чорний ферзь · e5 чорний кінь · d4 білий кінь · e4 білий пішак · g4 білий пішак · h4 білий пішак · b3 білий слон · c3 білий кінь · e3 білий слон · f3 білий пішак · a2 білий пішак · b2 білий пішак · c2 білий пішак · d2 білий ферзь · c1 білий король · d1 біла тура · h1 біла тура | a8 чорна тура · c8 чорна тура · g8 чорний король · a7 чорний пішак · b7 чорний пішак · d7 чорний слон · e7 чорний пішак · f7 чорний пішак · g7 чорний слон · h7 чорний пішак · d6 чорний пішак · f6 чорний кінь · g6 чорний пішак · a5 чорний ферзь · e5 чорний кінь · d4 білий кінь · e4 білий пішак · g4 білий пішак · h4 білий пішак · b3 білий слон · c3 білий кінь · e3 білий слон · f3 білий пішак · a2 білий пішак · b2 білий пішак · c2 білий пішак · d2 білий ферзь · c1 білий король · d1 біла тура · h1 біла тура | a8 чорна тура · c8 чорна тура · g8 чорний король · a7 чорний пішак · b7 чорний пішак · d7 чорний слон · e7 чорний пішак · f7 чорний пішак · g7 чорний слон · h7 чорний пішак · d6 чорний пішак · f6 чорний кінь · g6 чорний пішак · a5 чорний ферзь · e5 чорний кінь · d4 білий кінь · e4 білий пішак · g4 білий пішак · h4 білий пішак · b3 білий слон · c3 білий кінь · e3 білий слон · f3 білий пішак · a2 білий пішак · b2 білий пішак · c2 білий пішак · d2 білий ферзь · c1 білий король · d1 біла тура · h1 біла тура | a8 чорна тура · c8 чорна тура · g8 чорний король · a7 чорний пішак · b7 чорний пішак · d7 чорний слон · e7 чорний пішак · f7 чорний пішак · g7 чорний слон · h7 чорний пішак · d6 чорний пішак · f6 чорний кінь · g6 чорний пішак · a5 чорний ферзь · e5 чорний кінь · d4 білий кінь · e4 білий пішак · g4 білий пішак · h4 білий пішак · b3 білий слон · c3 білий кінь · e3 білий слон · f3 білий пішак · a2 білий пішак · b2 білий пішак · c2 білий пішак · d2 білий ферзь · c1 білий король · d1 біла тура · h1 біла тура | a8 чорна тура · c8 чорна тура · g8 чорний король · a7 чорний пішак · b7 чорний пішак · d7 чорний слон · e7 чорний пішак · f7 чорний пішак · g7 чорний слон · h7 чорний пішак · d6 чорний пішак · f6 чорний кінь · g6 чорний пішак · a5 чорний ферзь · e5 чорний кінь · d4 білий кінь · e4 білий пішак · g4 білий пішак · h4 білий пішак · b3 білий слон · c3 білий кінь · e3 білий слон · f3 білий пішак · a2 білий пішак · b2 білий пішак · c2 білий пішак · d2 білий ферзь · c1 білий король · d1 біла тура · h1 біла тура | a8 чорна тура · c8 чорна тура · g8 чорний король · a7 чорний пішак · b7 чорний пішак · d7 чорний слон · e7 чорний пішак · f7 чорний пішак · g7 чорний слон · h7 чорний пішак · d6 чорний пішак · f6 чорний кінь · g6 чорний пішак · a5 чорний ферзь · e5 чорний кінь · d4 білий кінь · e4 білий пішак · g4 білий пішак · h4 білий пішак · b3 білий слон · c3 білий кінь · e3 білий слон · f3 білий пішак · a2 білий пішак · b2 білий пішак · c2 білий пішак · d2 білий ферзь · c1 білий король · d1 біла тура · h1 біла тура | 7 |
| 6 | a8 чорна тура · c8 чорна тура · g8 чорний король · a7 чорний пішак · b7 чорний пішак · d7 чорний слон · e7 чорний пішак · f7 чорний пішак · g7 чорний слон · h7 чорний пішак · d6 чорний пішак · f6 чорний кінь · g6 чорний пішак · a5 чорний ферзь · e5 чорний кінь · d4 білий кінь · e4 білий пішак · g4 білий пішак · h4 білий пішак · b3 білий слон · c3 білий кінь · e3 білий слон · f3 білий пішак · a2 білий пішак · b2 білий пішак · c2 білий пішак · d2 білий ферзь · c1 білий король · d1 біла тура · h1 біла тура | a8 чорна тура · c8 чорна тура · g8 чорний король · a7 чорний пішак · b7 чорний пішак · d7 чорний слон · e7 чорний пішак · f7 чорний пішак · g7 чорний слон · h7 чорний пішак · d6 чорний пішак · f6 чорний кінь · g6 чорний пішак · a5 чорний ферзь · e5 чорний кінь · d4 білий кінь · e4 білий пішак · g4 білий пішак · h4 білий пішак · b3 білий слон · c3 білий кінь · e3 білий слон · f3 білий пішак · a2 білий пішак · b2 білий пішак · c2 білий пішак · d2 білий ферзь · c1 білий король · d1 біла тура · h1 біла тура | a8 чорна тура · c8 чорна тура · g8 чорний король · a7 чорний пішак · b7 чорний пішак · d7 чорний слон · e7 чорний пішак · f7 чорний пішак · g7 чорний слон · h7 чорний пішак · d6 чорний пішак · f6 чорний кінь · g6 чорний пішак · a5 чорний ферзь · e5 чорний кінь · d4 білий кінь · e4 білий пішак · g4 білий пішак · h4 білий пішак · b3 білий слон · c3 білий кінь · e3 білий слон · f3 білий пішак · a2 білий пішак · b2 білий пішак · c2 білий пішак · d2 білий ферзь · c1 білий король · d1 біла тура · h1 біла тура | a8 чорна тура · c8 чорна тура · g8 чорний король · a7 чорний пішак · b7 чорний пішак · d7 чорний слон · e7 чорний пішак · f7 чорний пішак · g7 чорний слон · h7 чорний пішак · d6 чорний пішак · f6 чорний кінь · g6 чорний пішак · a5 чорний ферзь · e5 чорний кінь · d4 білий кінь · e4 білий пішак · g4 білий пішак · h4 білий пішак · b3 білий слон · c3 білий кінь · e3 білий слон · f3 білий пішак · a2 білий пішак · b2 білий пішак · c2 білий пішак · d2 білий ферзь · c1 білий король · d1 біла тура · h1 біла тура | a8 чорна тура · c8 чорна тура · g8 чорний король · a7 чорний пішак · b7 чорний пішак · d7 чорний слон · e7 чорний пішак · f7 чорний пішак · g7 чорний слон · h7 чорний пішак · d6 чорний пішак · f6 чорний кінь · g6 чорний пішак · a5 чорний ферзь · e5 чорний кінь · d4 білий кінь · e4 білий пішак · g4 білий пішак · h4 білий пішак · b3 білий слон · c3 білий кінь · e3 білий слон · f3 білий пішак · a2 білий пішак · b2 білий пішак · c2 білий пішак · d2 білий ферзь · c1 білий король · d1 біла тура · h1 біла тура | a8 чорна тура · c8 чорна тура · g8 чорний король · a7 чорний пішак · b7 чорний пішак · d7 чорний слон · e7 чорний пішак · f7 чорний пішак · g7 чорний слон · h7 чорний пішак · d6 чорний пішак · f6 чорний кінь · g6 чорний пішак · a5 чорний ферзь · e5 чорний кінь · d4 білий кінь · e4 білий пішак · g4 білий пішак · h4 білий пішак · b3 білий слон · c3 білий кінь · e3 білий слон · f3 білий пішак · a2 білий пішак · b2 білий пішак · c2 білий пішак · d2 білий ферзь · c1 білий король · d1 біла тура · h1 біла тура | a8 чорна тура · c8 чорна тура · g8 чорний король · a7 чорний пішак · b7 чорний пішак · d7 чорний слон · e7 чорний пішак · f7 чорний пішак · g7 чорний слон · h7 чорний пішак · d6 чорний пішак · f6 чорний кінь · g6 чорний пішак · a5 чорний ферзь · e5 чорний кінь · d4 білий кінь · e4 білий пішак · g4 білий пішак · h4 білий пішак · b3 білий слон · c3 білий кінь · e3 білий слон · f3 білий пішак · a2 білий пішак · b2 білий пішак · c2 білий пішак · d2 білий ферзь · c1 білий король · d1 біла тура · h1 біла тура | a8 чорна тура · c8 чорна тура · g8 чорний король · a7 чорний пішак · b7 чорний пішак · d7 чорний слон · e7 чорний пішак · f7 чорний пішак · g7 чорний слон · h7 чорний пішак · d6 чорний пішак · f6 чорний кінь · g6 чорний пішак · a5 чорний ферзь · e5 чорний кінь · d4 білий кінь · e4 білий пішак · g4 білий пішак · h4 білий пішак · b3 білий слон · c3 білий кінь · e3 білий слон · f3 білий пішак · a2 білий пішак · b2 білий пішак · c2 білий пішак · d2 білий ферзь · c1 білий король · d1 біла тура · h1 біла тура | 6 |
| 5 | a8 чорна тура · c8 чорна тура · g8 чорний король · a7 чорний пішак · b7 чорний пішак · d7 чорний слон · e7 чорний пішак · f7 чорний пішак · g7 чорний слон · h7 чорний пішак · d6 чорний пішак · f6 чорний кінь · g6 чорний пішак · a5 чорний ферзь · e5 чорний кінь · d4 білий кінь · e4 білий пішак · g4 білий пішак · h4 білий пішак · b3 білий слон · c3 білий кінь · e3 білий слон · f3 білий пішак · a2 білий пішак · b2 білий пішак · c2 білий пішак · d2 білий ферзь · c1 білий король · d1 біла тура · h1 біла тура | a8 чорна тура · c8 чорна тура · g8 чорний король · a7 чорний пішак · b7 чорний пішак · d7 чорний слон · e7 чорний пішак · f7 чорний пішак · g7 чорний слон · h7 чорний пішак · d6 чорний пішак · f6 чорний кінь · g6 чорний пішак · a5 чорний ферзь · e5 чорний кінь · d4 білий кінь · e4 білий пішак · g4 білий пішак · h4 білий пішак · b3 білий слон · c3 білий кінь · e3 білий слон · f3 білий пішак · a2 білий пішак · b2 білий пішак · c2 білий пішак · d2 білий ферзь · c1 білий король · d1 біла тура · h1 біла тура | a8 чорна тура · c8 чорна тура · g8 чорний король · a7 чорний пішак · b7 чорний пішак · d7 чорний слон · e7 чорний пішак · f7 чорний пішак · g7 чорний слон · h7 чорний пішак · d6 чорний пішак · f6 чорний кінь · g6 чорний пішак · a5 чорний ферзь · e5 чорний кінь · d4 білий кінь · e4 білий пішак · g4 білий пішак · h4 білий пішак · b3 білий слон · c3 білий кінь · e3 білий слон · f3 білий пішак · a2 білий пішак · b2 білий пішак · c2 білий пішак · d2 білий ферзь · c1 білий король · d1 біла тура · h1 біла тура | a8 чорна тура · c8 чорна тура · g8 чорний король · a7 чорний пішак · b7 чорний пішак · d7 чорний слон · e7 чорний пішак · f7 чорний пішак · g7 чорний слон · h7 чорний пішак · d6 чорний пішак · f6 чорний кінь · g6 чорний пішак · a5 чорний ферзь · e5 чорний кінь · d4 білий кінь · e4 білий пішак · g4 білий пішак · h4 білий пішак · b3 білий слон · c3 білий кінь · e3 білий слон · f3 білий пішак · a2 білий пішак · b2 білий пішак · c2 білий пішак · d2 білий ферзь · c1 білий король · d1 біла тура · h1 біла тура | a8 чорна тура · c8 чорна тура · g8 чорний король · a7 чорний пішак · b7 чорний пішак · d7 чорний слон · e7 чорний пішак · f7 чорний пішак · g7 чорний слон · h7 чорний пішак · d6 чорний пішак · f6 чорний кінь · g6 чорний пішак · a5 чорний ферзь · e5 чорний кінь · d4 білий кінь · e4 білий пішак · g4 білий пішак · h4 білий пішак · b3 білий слон · c3 білий кінь · e3 білий слон · f3 білий пішак · a2 білий пішак · b2 білий пішак · c2 білий пішак · d2 білий ферзь · c1 білий король · d1 біла тура · h1 біла тура | a8 чорна тура · c8 чорна тура · g8 чорний король · a7 чорний пішак · b7 чорний пішак · d7 чорний слон · e7 чорний пішак · f7 чорний пішак · g7 чорний слон · h7 чорний пішак · d6 чорний пішак · f6 чорний кінь · g6 чорний пішак · a5 чорний ферзь · e5 чорний кінь · d4 білий кінь · e4 білий пішак · g4 білий пішак · h4 білий пішак · b3 білий слон · c3 білий кінь · e3 білий слон · f3 білий пішак · a2 білий пішак · b2 білий пішак · c2 білий пішак · d2 білий ферзь · c1 білий король · d1 біла тура · h1 біла тура | a8 чорна тура · c8 чорна тура · g8 чорний король · a7 чорний пішак · b7 чорний пішак · d7 чорний слон · e7 чорний пішак · f7 чорний пішак · g7 чорний слон · h7 чорний пішак · d6 чорний пішак · f6 чорний кінь · g6 чорний пішак · a5 чорний ферзь · e5 чорний кінь · d4 білий кінь · e4 білий пішак · g4 білий пішак · h4 білий пішак · b3 білий слон · c3 білий кінь · e3 білий слон · f3 білий пішак · a2 білий пішак · b2 білий пішак · c2 білий пішак · d2 білий ферзь · c1 білий король · d1 біла тура · h1 біла тура | a8 чорна тура · c8 чорна тура · g8 чорний король · a7 чорний пішак · b7 чорний пішак · d7 чорний слон · e7 чорний пішак · f7 чорний пішак · g7 чорний слон · h7 чорний пішак · d6 чорний пішак · f6 чорний кінь · g6 чорний пішак · a5 чорний ферзь · e5 чорний кінь · d4 білий кінь · e4 білий пішак · g4 білий пішак · h4 білий пішак · b3 білий слон · c3 білий кінь · e3 білий слон · f3 білий пішак · a2 білий пішак · b2 білий пішак · c2 білий пішак · d2 білий ферзь · c1 білий король · d1 біла тура · h1 біла тура | 5 |
| 4 | a8 чорна тура · c8 чорна тура · g8 чорний король · a7 чорний пішак · b7 чорний пішак · d7 чорний слон · e7 чорний пішак · f7 чорний пішак · g7 чорний слон · h7 чорний пішак · d6 чорний пішак · f6 чорний кінь · g6 чорний пішак · a5 чорний ферзь · e5 чорний кінь · d4 білий кінь · e4 білий пішак · g4 білий пішак · h4 білий пішак · b3 білий слон · c3 білий кінь · e3 білий слон · f3 білий пішак · a2 білий пішак · b2 білий пішак · c2 білий пішак · d2 білий ферзь · c1 білий король · d1 біла тура · h1 біла тура | a8 чорна тура · c8 чорна тура · g8 чорний король · a7 чорний пішак · b7 чорний пішак · d7 чорний слон · e7 чорний пішак · f7 чорний пішак · g7 чорний слон · h7 чорний пішак · d6 чорний пішак · f6 чорний кінь · g6 чорний пішак · a5 чорний ферзь · e5 чорний кінь · d4 білий кінь · e4 білий пішак · g4 білий пішак · h4 білий пішак · b3 білий слон · c3 білий кінь · e3 білий слон · f3 білий пішак · a2 білий пішак · b2 білий пішак · c2 білий пішак · d2 білий ферзь · c1 білий король · d1 біла тура · h1 біла тура | a8 чорна тура · c8 чорна тура · g8 чорний король · a7 чорний пішак · b7 чорний пішак · d7 чорний слон · e7 чорний пішак · f7 чорний пішак · g7 чорний слон · h7 чорний пішак · d6 чорний пішак · f6 чорний кінь · g6 чорний пішак · a5 чорний ферзь · e5 чорний кінь · d4 білий кінь · e4 білий пішак · g4 білий пішак · h4 білий пішак · b3 білий слон · c3 білий кінь · e3 білий слон · f3 білий пішак · a2 білий пішак · b2 білий пішак · c2 білий пішак · d2 білий ферзь · c1 білий король · d1 біла тура · h1 біла тура | a8 чорна тура · c8 чорна тура · g8 чорний король · a7 чорний пішак · b7 чорний пішак · d7 чорний слон · e7 чорний пішак · f7 чорний пішак · g7 чорний слон · h7 чорний пішак · d6 чорний пішак · f6 чорний кінь · g6 чорний пішак · a5 чорний ферзь · e5 чорний кінь · d4 білий кінь · e4 білий пішак · g4 білий пішак · h4 білий пішак · b3 білий слон · c3 білий кінь · e3 білий слон · f3 білий пішак · a2 білий пішак · b2 білий пішак · c2 білий пішак · d2 білий ферзь · c1 білий король · d1 біла тура · h1 біла тура | a8 чорна тура · c8 чорна тура · g8 чорний король · a7 чорний пішак · b7 чорний пішак · d7 чорний слон · e7 чорний пішак · f7 чорний пішак · g7 чорний слон · h7 чорний пішак · d6 чорний пішак · f6 чорний кінь · g6 чорний пішак · a5 чорний ферзь · e5 чорний кінь · d4 білий кінь · e4 білий пішак · g4 білий пішак · h4 білий пішак · b3 білий слон · c3 білий кінь · e3 білий слон · f3 білий пішак · a2 білий пішак · b2 білий пішак · c2 білий пішак · d2 білий ферзь · c1 білий король · d1 біла тура · h1 біла тура | a8 чорна тура · c8 чорна тура · g8 чорний король · a7 чорний пішак · b7 чорний пішак · d7 чорний слон · e7 чорний пішак · f7 чорний пішак · g7 чорний слон · h7 чорний пішак · d6 чорний пішак · f6 чорний кінь · g6 чорний пішак · a5 чорний ферзь · e5 чорний кінь · d4 білий кінь · e4 білий пішак · g4 білий пішак · h4 білий пішак · b3 білий слон · c3 білий кінь · e3 білий слон · f3 білий пішак · a2 білий пішак · b2 білий пішак · c2 білий пішак · d2 білий ферзь · c1 білий король · d1 біла тура · h1 біла тура | a8 чорна тура · c8 чорна тура · g8 чорний король · a7 чорний пішак · b7 чорний пішак · d7 чорний слон · e7 чорний пішак · f7 чорний пішак · g7 чорний слон · h7 чорний пішак · d6 чорний пішак · f6 чорний кінь · g6 чорний пішак · a5 чорний ферзь · e5 чорний кінь · d4 білий кінь · e4 білий пішак · g4 білий пішак · h4 білий пішак · b3 білий слон · c3 білий кінь · e3 білий слон · f3 білий пішак · a2 білий пішак · b2 білий пішак · c2 білий пішак · d2 білий ферзь · c1 білий король · d1 біла тура · h1 біла тура | a8 чорна тура · c8 чорна тура · g8 чорний король · a7 чорний пішак · b7 чорний пішак · d7 чорний слон · e7 чорний пішак · f7 чорний пішак · g7 чорний слон · h7 чорний пішак · d6 чорний пішак · f6 чорний кінь · g6 чорний пішак · a5 чорний ферзь · e5 чорний кінь · d4 білий кінь · e4 білий пішак · g4 білий пішак · h4 білий пішак · b3 білий слон · c3 білий кінь · e3 білий слон · f3 білий пішак · a2 білий пішак · b2 білий пішак · c2 білий пішак · d2 білий ферзь · c1 білий король · d1 біла тура · h1 біла тура | 4 |
| 3 | a8 чорна тура · c8 чорна тура · g8 чорний король · a7 чорний пішак · b7 чорний пішак · d7 чорний слон · e7 чорний пішак · f7 чорний пішак · g7 чорний слон · h7 чорний пішак · d6 чорний пішак · f6 чорний кінь · g6 чорний пішак · a5 чорний ферзь · e5 чорний кінь · d4 білий кінь · e4 білий пішак · g4 білий пішак · h4 білий пішак · b3 білий слон · c3 білий кінь · e3 білий слон · f3 білий пішак · a2 білий пішак · b2 білий пішак · c2 білий пішак · d2 білий ферзь · c1 білий король · d1 біла тура · h1 біла тура | a8 чорна тура · c8 чорна тура · g8 чорний король · a7 чорний пішак · b7 чорний пішак · d7 чорний слон · e7 чорний пішак · f7 чорний пішак · g7 чорний слон · h7 чорний пішак · d6 чорний пішак · f6 чорний кінь · g6 чорний пішак · a5 чорний ферзь · e5 чорний кінь · d4 білий кінь · e4 білий пішак · g4 білий пішак · h4 білий пішак · b3 білий слон · c3 білий кінь · e3 білий слон · f3 білий пішак · a2 білий пішак · b2 білий пішак · c2 білий пішак · d2 білий ферзь · c1 білий король · d1 біла тура · h1 біла тура | a8 чорна тура · c8 чорна тура · g8 чорний король · a7 чорний пішак · b7 чорний пішак · d7 чорний слон · e7 чорний пішак · f7 чорний пішак · g7 чорний слон · h7 чорний пішак · d6 чорний пішак · f6 чорний кінь · g6 чорний пішак · a5 чорний ферзь · e5 чорний кінь · d4 білий кінь · e4 білий пішак · g4 білий пішак · h4 білий пішак · b3 білий слон · c3 білий кінь · e3 білий слон · f3 білий пішак · a2 білий пішак · b2 білий пішак · c2 білий пішак · d2 білий ферзь · c1 білий король · d1 біла тура · h1 біла тура | a8 чорна тура · c8 чорна тура · g8 чорний король · a7 чорний пішак · b7 чорний пішак · d7 чорний слон · e7 чорний пішак · f7 чорний пішак · g7 чорний слон · h7 чорний пішак · d6 чорний пішак · f6 чорний кінь · g6 чорний пішак · a5 чорний ферзь · e5 чорний кінь · d4 білий кінь · e4 білий пішак · g4 білий пішак · h4 білий пішак · b3 білий слон · c3 білий кінь · e3 білий слон · f3 білий пішак · a2 білий пішак · b2 білий пішак · c2 білий пішак · d2 білий ферзь · c1 білий король · d1 біла тура · h1 біла тура | a8 чорна тура · c8 чорна тура · g8 чорний король · a7 чорний пішак · b7 чорний пішак · d7 чорний слон · e7 чорний пішак · f7 чорний пішак · g7 чорний слон · h7 чорний пішак · d6 чорний пішак · f6 чорний кінь · g6 чорний пішак · a5 чорний ферзь · e5 чорний кінь · d4 білий кінь · e4 білий пішак · g4 білий пішак · h4 білий пішак · b3 білий слон · c3 білий кінь · e3 білий слон · f3 білий пішак · a2 білий пішак · b2 білий пішак · c2 білий пішак · d2 білий ферзь · c1 білий король · d1 біла тура · h1 біла тура | a8 чорна тура · c8 чорна тура · g8 чорний король · a7 чорний пішак · b7 чорний пішак · d7 чорний слон · e7 чорний пішак · f7 чорний пішак · g7 чорний слон · h7 чорний пішак · d6 чорний пішак · f6 чорний кінь · g6 чорний пішак · a5 чорний ферзь · e5 чорний кінь · d4 білий кінь · e4 білий пішак · g4 білий пішак · h4 білий пішак · b3 білий слон · c3 білий кінь · e3 білий слон · f3 білий пішак · a2 білий пішак · b2 білий пішак · c2 білий пішак · d2 білий ферзь · c1 білий король · d1 біла тура · h1 біла тура | a8 чорна тура · c8 чорна тура · g8 чорний король · a7 чорний пішак · b7 чорний пішак · d7 чорний слон · e7 чорний пішак · f7 чорний пішак · g7 чорний слон · h7 чорний пішак · d6 чорний пішак · f6 чорний кінь · g6 чорний пішак · a5 чорний ферзь · e5 чорний кінь · d4 білий кінь · e4 білий пішак · g4 білий пішак · h4 білий пішак · b3 білий слон · c3 білий кінь · e3 білий слон · f3 білий пішак · a2 білий пішак · b2 білий пішак · c2 білий пішак · d2 білий ферзь · c1 білий король · d1 біла тура · h1 біла тура | a8 чорна тура · c8 чорна тура · g8 чорний король · a7 чорний пішак · b7 чорний пішак · d7 чорний слон · e7 чорний пішак · f7 чорний пішак · g7 чорний слон · h7 чорний пішак · d6 чорний пішак · f6 чорний кінь · g6 чорний пішак · a5 чорний ферзь · e5 чорний кінь · d4 білий кінь · e4 білий пішак · g4 білий пішак · h4 білий пішак · b3 білий слон · c3 білий кінь · e3 білий слон · f3 білий пішак · a2 білий пішак · b2 білий пішак · c2 білий пішак · d2 білий ферзь · c1 білий король · d1 біла тура · h1 біла тура | 3 |
| 2 | a8 чорна тура · c8 чорна тура · g8 чорний король · a7 чорний пішак · b7 чорний пішак · d7 чорний слон · e7 чорний пішак · f7 чорний пішак · g7 чорний слон · h7 чорний пішак · d6 чорний пішак · f6 чорний кінь · g6 чорний пішак · a5 чорний ферзь · e5 чорний кінь · d4 білий кінь · e4 білий пішак · g4 білий пішак · h4 білий пішак · b3 білий слон · c3 білий кінь · e3 білий слон · f3 білий пішак · a2 білий пішак · b2 білий пішак · c2 білий пішак · d2 білий ферзь · c1 білий король · d1 біла тура · h1 біла тура | a8 чорна тура · c8 чорна тура · g8 чорний король · a7 чорний пішак · b7 чорний пішак · d7 чорний слон · e7 чорний пішак · f7 чорний пішак · g7 чорний слон · h7 чорний пішак · d6 чорний пішак · f6 чорний кінь · g6 чорний пішак · a5 чорний ферзь · e5 чорний кінь · d4 білий кінь · e4 білий пішак · g4 білий пішак · h4 білий пішак · b3 білий слон · c3 білий кінь · e3 білий слон · f3 білий пішак · a2 білий пішак · b2 білий пішак · c2 білий пішак · d2 білий ферзь · c1 білий король · d1 біла тура · h1 біла тура | a8 чорна тура · c8 чорна тура · g8 чорний король · a7 чорний пішак · b7 чорний пішак · d7 чорний слон · e7 чорний пішак · f7 чорний пішак · g7 чорний слон · h7 чорний пішак · d6 чорний пішак · f6 чорний кінь · g6 чорний пішак · a5 чорний ферзь · e5 чорний кінь · d4 білий кінь · e4 білий пішак · g4 білий пішак · h4 білий пішак · b3 білий слон · c3 білий кінь · e3 білий слон · f3 білий пішак · a2 білий пішак · b2 білий пішак · c2 білий пішак · d2 білий ферзь · c1 білий король · d1 біла тура · h1 біла тура | a8 чорна тура · c8 чорна тура · g8 чорний король · a7 чорний пішак · b7 чорний пішак · d7 чорний слон · e7 чорний пішак · f7 чорний пішак · g7 чорний слон · h7 чорний пішак · d6 чорний пішак · f6 чорний кінь · g6 чорний пішак · a5 чорний ферзь · e5 чорний кінь · d4 білий кінь · e4 білий пішак · g4 білий пішак · h4 білий пішак · b3 білий слон · c3 білий кінь · e3 білий слон · f3 білий пішак · a2 білий пішак · b2 білий пішак · c2 білий пішак · d2 білий ферзь · c1 білий король · d1 біла тура · h1 біла тура | a8 чорна тура · c8 чорна тура · g8 чорний король · a7 чорний пішак · b7 чорний пішак · d7 чорний слон · e7 чорний пішак · f7 чорний пішак · g7 чорний слон · h7 чорний пішак · d6 чорний пішак · f6 чорний кінь · g6 чорний пішак · a5 чорний ферзь · e5 чорний кінь · d4 білий кінь · e4 білий пішак · g4 білий пішак · h4 білий пішак · b3 білий слон · c3 білий кінь · e3 білий слон · f3 білий пішак · a2 білий пішак · b2 білий пішак · c2 білий пішак · d2 білий ферзь · c1 білий король · d1 біла тура · h1 біла тура | a8 чорна тура · c8 чорна тура · g8 чорний король · a7 чорний пішак · b7 чорний пішак · d7 чорний слон · e7 чорний пішак · f7 чорний пішак · g7 чорний слон · h7 чорний пішак · d6 чорний пішак · f6 чорний кінь · g6 чорний пішак · a5 чорний ферзь · e5 чорний кінь · d4 білий кінь · e4 білий пішак · g4 білий пішак · h4 білий пішак · b3 білий слон · c3 білий кінь · e3 білий слон · f3 білий пішак · a2 білий пішак · b2 білий пішак · c2 білий пішак · d2 білий ферзь · c1 білий король · d1 біла тура · h1 біла тура | a8 чорна тура · c8 чорна тура · g8 чорний король · a7 чорний пішак · b7 чорний пішак · d7 чорний слон · e7 чорний пішак · f7 чорний пішак · g7 чорний слон · h7 чорний пішак · d6 чорний пішак · f6 чорний кінь · g6 чорний пішак · a5 чорний ферзь · e5 чорний кінь · d4 білий кінь · e4 білий пішак · g4 білий пішак · h4 білий пішак · b3 білий слон · c3 білий кінь · e3 білий слон · f3 білий пішак · a2 білий пішак · b2 білий пішак · c2 білий пішак · d2 білий ферзь · c1 білий король · d1 біла тура · h1 біла тура | a8 чорна тура · c8 чорна тура · g8 чорний король · a7 чорний пішак · b7 чорний пішак · d7 чорний слон · e7 чорний пішак · f7 чорний пішак · g7 чорний слон · h7 чорний пішак · d6 чорний пішак · f6 чорний кінь · g6 чорний пішак · a5 чорний ферзь · e5 чорний кінь · d4 білий кінь · e4 білий пішак · g4 білий пішак · h4 білий пішак · b3 білий слон · c3 білий кінь · e3 білий слон · f3 білий пішак · a2 білий пішак · b2 білий пішак · c2 білий пішак · d2 білий ферзь · c1 білий король · d1 біла тура · h1 біла тура | 2 |
| 1 | a8 чорна тура · c8 чорна тура · g8 чорний король · a7 чорний пішак · b7 чорний пішак · d7 чорний слон · e7 чорний пішак · f7 чорний пішак · g7 чорний слон · h7 чорний пішак · d6 чорний пішак · f6 чорний кінь · g6 чорний пішак · a5 чорний ферзь · e5 чорний кінь · d4 білий кінь · e4 білий пішак · g4 білий пішак · h4 білий пішак · b3 білий слон · c3 білий кінь · e3 білий слон · f3 білий пішак · a2 білий пішак · b2 білий пішак · c2 білий пішак · d2 білий ферзь · c1 білий король · d1 біла тура · h1 біла тура | a8 чорна тура · c8 чорна тура · g8 чорний король · a7 чорний пішак · b7 чорний пішак · d7 чорний слон · e7 чорний пішак · f7 чорний пішак · g7 чорний слон · h7 чорний пішак · d6 чорний пішак · f6 чорний кінь · g6 чорний пішак · a5 чорний ферзь · e5 чорний кінь · d4 білий кінь · e4 білий пішак · g4 білий пішак · h4 білий пішак · b3 білий слон · c3 білий кінь · e3 білий слон · f3 білий пішак · a2 білий пішак · b2 білий пішак · c2 білий пішак · d2 білий ферзь · c1 білий король · d1 біла тура · h1 біла тура | a8 чорна тура · c8 чорна тура · g8 чорний король · a7 чорний пішак · b7 чорний пішак · d7 чорний слон · e7 чорний пішак · f7 чорний пішак · g7 чорний слон · h7 чорний пішак · d6 чорний пішак · f6 чорний кінь · g6 чорний пішак · a5 чорний ферзь · e5 чорний кінь · d4 білий кінь · e4 білий пішак · g4 білий пішак · h4 білий пішак · b3 білий слон · c3 білий кінь · e3 білий слон · f3 білий пішак · a2 білий пішак · b2 білий пішак · c2 білий пішак · d2 білий ферзь · c1 білий король · d1 біла тура · h1 біла тура | a8 чорна тура · c8 чорна тура · g8 чорний король · a7 чорний пішак · b7 чорний пішак · d7 чорний слон · e7 чорний пішак · f7 чорний пішак · g7 чорний слон · h7 чорний пішак · d6 чорний пішак · f6 чорний кінь · g6 чорний пішак · a5 чорний ферзь · e5 чорний кінь · d4 білий кінь · e4 білий пішак · g4 білий пішак · h4 білий пішак · b3 білий слон · c3 білий кінь · e3 білий слон · f3 білий пішак · a2 білий пішак · b2 білий пішак · c2 білий пішак · d2 білий ферзь · c1 білий король · d1 біла тура · h1 біла тура | a8 чорна тура · c8 чорна тура · g8 чорний король · a7 чорний пішак · b7 чорний пішак · d7 чорний слон · e7 чорний пішак · f7 чорний пішак · g7 чорний слон · h7 чорний пішак · d6 чорний пішак · f6 чорний кінь · g6 чорний пішак · a5 чорний ферзь · e5 чорний кінь · d4 білий кінь · e4 білий пішак · g4 білий пішак · h4 білий пішак · b3 білий слон · c3 білий кінь · e3 білий слон · f3 білий пішак · a2 білий пішак · b2 білий пішак · c2 білий пішак · d2 білий ферзь · c1 білий король · d1 біла тура · h1 біла тура | a8 чорна тура · c8 чорна тура · g8 чорний король · a7 чорний пішак · b7 чорний пішак · d7 чорний слон · e7 чорний пішак · f7 чорний пішак · g7 чорний слон · h7 чорний пішак · d6 чорний пішак · f6 чорний кінь · g6 чорний пішак · a5 чорний ферзь · e5 чорний кінь · d4 білий кінь · e4 білий пішак · g4 білий пішак · h4 білий пішак · b3 білий слон · c3 білий кінь · e3 білий слон · f3 білий пішак · a2 білий пішак · b2 білий пішак · c2 білий пішак · d2 білий ферзь · c1 білий король · d1 біла тура · h1 біла тура | a8 чорна тура · c8 чорна тура · g8 чорний король · a7 чорний пішак · b7 чорний пішак · d7 чорний слон · e7 чорний пішак · f7 чорний пішак · g7 чорний слон · h7 чорний пішак · d6 чорний пішак · f6 чорний кінь · g6 чорний пішак · a5 чорний ферзь · e5 чорний кінь · d4 білий кінь · e4 білий пішак · g4 білий пішак · h4 білий пішак · b3 білий слон · c3 білий кінь · e3 білий слон · f3 білий пішак · a2 білий пішак · b2 білий пішак · c2 білий пішак · d2 білий ферзь · c1 білий король · d1 біла тура · h1 біла тура | a8 чорна тура · c8 чорна тура · g8 чорний король · a7 чорний пішак · b7 чорний пішак · d7 чорний слон · e7 чорний пішак · f7 чорний пішак · g7 чорний слон · h7 чорний пішак · d6 чорний пішак · f6 чорний кінь · g6 чорний пішак · a5 чорний ферзь · e5 чорний кінь · d4 білий кінь · e4 білий пішак · g4 білий пішак · h4 білий пішак · b3 білий слон · c3 білий кінь · e3 білий слон · f3 білий пішак · a2 білий пішак · b2 білий пішак · c2 білий пішак · d2 білий ферзь · c1 білий король · d1 біла тура · h1 біла тура | 1 |
|   | a | b | c | d | e | f | g | h |   |

У низці дебютів (варіант дракона в сицилійському, атака Земіша в староіндійському захистах), де виникають позиції з різнофланговими рокіруваннями, типовий засіб атаки — пішаковий штурм королівської «фортеці» з метою її руйнування.
У таких гострих позиціях успіху, зазвичай, досягає той шахіст, який зуміє швидше знищити прикриття ворожого короля, швидше створити йому загрози; при цьому навіть невелике ослаблення позиції рокірування гравця що захищається може призвести до програшу партії. Пішаковий штурм іноді застосовують і при однофлангових рокіруваннях, якщо для цього є передумови й суперник не може використати відкриття позиції вашого короля для організації контратаки.

## Позиційне маневрування
Зазвичай можливостей для негайної атаки короля немає, тому що суперники, приділяючи першочергову увагу безпеці, своєчасно здійснюють рокірування, ховають короля під надійним пішаковим прикриттям, відволікають частину своїх сил на його захист; одночасно йдуть пошуки інших об'єктів для атаки — слабкостей у позиції суперника. У низці дебютів типова стратегія — атака на ферзевому фланзі з метою відкриття ліній для власних фігур, їх проникнення в табір суперника для подальшої атаки. При відсутності слабкостей у позиції суперника їх намагаються створити шляхом маневрування фігурами та насування пішаків. Один з типових засобів створення слабкостей у таборі суперника — Атака пішакової меншості.
При маневруванні у мітельшпілі розв'язуються різноманітні задачі — прагнення створити слабкості у таборі суперника, покращення розташування фігур, отримання переваги на тій чі іншій ділянці шахівниці перед тим як розпочати атаку. Іноді маневрування має характер відволікання — діями на одному фланзі намагаються відволікти фігури суперника від захисту іншого флангу. У разі отримання у мітельшпілі матеріальної або позиційної переваги вона зазвичай реалізується шляхом переведення гри в ендшпіль (за допомогою розміну, спрощення гри). Це пов'язано з тактикою гри, яка відіграє у шахах важливу роль. На шаховій дошці сили сторін обмежені, додаткових резервів немає, тому будь-яка помилка, будь-яка тактична операція може стати вирішальною. Навіть дуже добрий стратегічний план може бути зірваним за наявності у ньому дрібної помилки, або неточності.

## Тактична гра
У мітельшпілі сили сторін вступають у прямий контакт. Починаються розміни, взаємне знищення фігур і пішаків. При цьому обидві сторони намагаються зберегти матеріальну рівновагу. Але цінність фігур та пішаків у мітельшпілі відносна й залежить від ступеня їх участі у грі. Під час тактичних операцій часто вдаються до тимчасових жертв заради досягнення локальної мети, а потім відіграти пожертвуваний матеріал. Іноді вдаються до реальних жертв, які дають позиційні переваги, але до негайного встановлення матеріальної рівності не ведуть. Такі жертви називають позиційними. Ефективними тактичними прийомами, що дозволяють досягнути матеріальної переваги є подвійний напад та комбінований напад.

## Теорія мітельшпіля
Теорія мітельшпілю розвивається повільно, шляхом класифікації різних позицій, аналізу типових комбінацій і прийомів комбінаційної та позиційної гри. Фундаментальних узагальнень зроблено мало. У минулому, розвитку розуміння мітельшпілю сприяли Даміано, Дж. Ґреко; Ф. Філідор (початок 18-го ст.) запропонував принципово новий підхід до вивчення середини гри, який наприкінці 19-го ст. був перетворений В. Стейніцом і його послідовниками Ім. Ласкером та З. Таррашем у теорію позиційної гри. У 20-ті роки цінний внесок у вивчення мітельшпілю зробили А. Німцович (розробка та вдосконалення засобів позиційної гри), Р. Шпільман (теорія жертви), М. Ейве (фундаментальні праці з проблем середини гри) та ін. Розвитку засобів ведення середини гри, поглибленню розуміння сприяють партії всіх найсильніших шахістів світу.
Деякі типові позиції мітельшпіля:
1. Закритий центр ( в центрі фіксуючі пішакові ланцюги), напр.: пішаки c4 - d5 - e4  проти пішаків c5 - d6 - e5.
2. Рухомий центр ( в центрі - рухомі пішаки в одної із сторін), наприклад: пішаки e4 i d4  проти пішака d6.
3. Відкритий центр ( в центрі пішаки відсутні), тобто  пішаки на лінії (вертикалі) d i e відсутні.
4. Статичний центр ( в центрі пішаки фіксовані), наприклад: пішак d4 проти пішака d5 при відсутності пішаків на лінії "с" і "е".
5. Динамічний центр ( в центрі пішаки не стикаються), наприклад: ізольований пішак d4  проти чорного пішака e6.[1]